# Judith Neumann
Judith Neumann (* 7. Dezember 1989 in Lindenfels, Hessen) ist eine deutsche Schauspielerin, die hauptsächlich durch ihre Hauptrolle in der RTL-Seifenoper Alles was zählt als erste Darstellerin der Marie Schmidt bekannt wurde.

## Karriere
Neumann wurde von 2011 bis 2015 an der Bayerischen Theaterakademie August Everding in München zur Schauspielerin ausgebildet.
Von Oktober 2015 bis Juli 2016 war sie die Rolle der Eiskunstläuferin „Marie Schmidt“ in der RTL-Seifenoper Alles was zählt zu sehen. Später übernahm Cheyenne Pahde die Rolle und stellt sie seit Juli 2016 dar. Im selben Jahr wirkte sie in Gastrollen in den Serien SOKO Leipzig (Episode: Wem gehört die Stadt) und Großstadtrevier (Episode: Geborene Verlierer) mit.
Neumann spricht neben ihrer Muttersprache Deutsch auch fließend Englisch, Portugiesisch und Französisch.

## Filmografie
- 2012: Ich hab dich überall gesucht (Kurzfilm)
- 2014: Geholt (Kurzfilm)
- 2014: Das Wurmloch (Webserie)
- 2014: Einfach nur mal weg
- 2014: Abschiedsgeschenk
- 2015, 2022: SOKO Leipzig – Wem gehört die Stadt, Gegen die Zeit (Fernsehserie)
- 2015: Was geht mich das an? (TV-Dokumentation)
- 2015: Großstadtrevier – Geborene Verlierer (Fernsehserie)
- 2015: Dortmund Mädchengang (Film- und Medienstiftung NRW)
- 2015–2016: Alles was zählt (Fernsehserie, 187 Folgen)
- 2016: Nordstadt, was los? (Kurzfilm)
- 2016: Leningrad Symphonie
- 2017: Babylon Berlin (Fernsehserie, 1 Folge)
- 2017: Love is in the air (Fernsehfilm)
- 2017: In aller Freundschaft – Die jungen Ärzte – Gemeinsam durchs Leben (Fernsehserie)
- 2017: Der Schweinehirt (Fernsehfilm)
- 2018: Liebesfilm
- 2018: Der Showman
- 2018: Eugen Spanck (Webserie)
- 2018: Bettys Diagnose – Bewährungsprobe (Fernsehserie)
- 2018: Stralsund  (Fernsehserie, 1 Folge)
- 2018: Haut (Kurzfilm)
- 2018: München Mord – Die ganze Stadt ein Depp (Fernsehfilm)
- 2019: 8 Tage (Fernsehserie, 1 Folge)
- 2019: Kreuzfahrt ins Glück – Hochzeitsreise auf die Kykladen (Fernsehserie)
- 2019: Tatort: Das Nest (Fernsehfilmreihe)
- 2019: Ich war noch niemals in New York
- 2019: All I Never Wanted
- 2020: Im Feuer
- 2020: Letzte Spur Berlin – Anrufe (Fernsehserie)
- 2020: Lena Lorenz – Teufelskreis (Fernsehserie)
- 2020: In Wahrheit: Jagdfieber (TV-Reihe)
- 2020: SOKO Köln (Fernsehserie, Folge Liebesgrüße aus Dellbrück)
- 2022: Die Kanzlei (Fernsehserie, Folge Bittere Pillen)
- 2022: SOKO Leipzig – Gegen die Zeit (Fernsehserie)
- 2023: Bettys Diagnose – Gefühlschaos (Fernsehserie)
- 2023: Miss Merkel – Mord im Schloss (Fernsehfilm)
- 2023: Die verkaufte Prinzessin (Märchenfilm)
- 2023: SOKO Wismar – Grabräuber (Fernsehserie)

## Theater
- 2012: Das Maß der Dinge, Bayerische Theaterakademie August Everding
- 2013–2014: Nichts, Metropoltheater München
- 2013: Zement, Residenztheater München
- 2014: Blut am Hals der Katze, Akademietheater München

## Regie
- 2014: Femmes 2911 Babel Rio (Liederabend); Regie: Judith Neumann, Friedrich Rauchbauer